# Ikuze! Kaitō Shōjo
Singles de Momoiro Clover
Mirai e Susume!
(11 novembre 2009) Pinky Jones
(10 novembre 2010)
Ikuze! Kaitō Shōjo (行くぜっ!怪盗少女, trad. : "En route! Femmes pirates") est le premier single dit "major" du groupe féminin japonais Momoiro Clover.

## Détails du single
Il est le troisième single au total, après deux single "indies" sorti auparavant. Le single sort le 5 mai 2010. Il atteint la troisième place des classements hebdomadaires des ventes de l'Oricon et a été certifié disque d' Or au RIAJ.
Le single est enregistré sous le label major Universal Music Japan et il est le seul single du groupe à être enregistré et sorti sous ce label.
Le sort en plusieurs éditions limitées (notées A, B, C, D, E et F), avec des couvertures différentes montrant chacune les membres du groupe, avec leur propre code couleur, ainsi qu'une édition régulière. Le CD contient la chanson-titre Ikuze! Kaitō Shōjo, une chanson face-B Hashire! ainsi que leurs versions instrumentales. La chanson-titre figurera un an plus tard, fin 2011, sur le premier album studio Battle and Romance qui sortira sous le nom de Momoiro Clover Z.
La chanson-titre a été utilisé comme chanson-thème d'ouverture du show Rang Oukoku, diffusé sur TBS.
Le 26 septembre 2012, le single resort en édition spéciale incluant un DVD en supplément (contenant la musique vidéo de la chanson-titre) et atteint la 7e place à l'Oricon. 

## Ventes
L'édition régulière s'est vendue à 22 537 exemplaires durant la première semaine et à 40 251 exemplaires au total.
L'édition spéciale s'est vendue en 2012 au total de 18,772 exemplaires et est devenu le 370e single de l'année. En 2013 elle ne s'est vendue qu'à 10 092 exemplaires au total ; il est le 621e single de l'année. Ce qui fait un total de 28 864 exemplaires vendus en comptant les ventes de 2012 et 2013.

## Formation
- Reni Takagi
- Kanako Momota (leader)
- Akari Hayami (sub-leader)
- Momoka Ariyasu
- Shiori Tamai
- Ayaka Sasaki

## Liste des titres
Toutes les chansons sont écrites et composées par Kenichi Maeyamada.
| 1. | Ikuze! Kaitō Shōjo (行くぜっ!怪盗少女)                  |  |
| 2. | Hashire! (走れ!)                                        |  |
| 3. | Ikuze! Kaitō Shōjo (Off Vocal ver.) (行くぜっ!怪盗少女) |  |
| 4. | Hashire! (Off Vocal ver.) (走れ!)                       |  |

| 1. | Ikuze! Kaitō Shōjo Music Video (行くぜっ!怪盗少女) |  |

## Position du single sur les classements de l'Oriconet duBillboard

### Édition régulière
| Classemt (2010)                   | Position |
| --------------------------------- | -------- |
| Oricon Daily Singles Chart        | 1        |
| Oricon Weekly Singles Chart       | 3        |
| Oricon Monthly Singles Chart      | 20       |
| Billboard Japan Hot 100           | 19       |
| Billboard Japan Hot Singles Sales | 3        |

### Édition spéciale
| Classement (2012)                          | Position |
| ------------------------------------------ | -------- |
| Oricon Daily Singles Chart                 | 6        |
| Oricon Weekly Singles Chart                | 7        |
| Oricon Monthly Singles Chart               | 44       |
| Billboard Japan Hot 100                    | 29       |
| Billboard Japan Hot Singles Sales          | 6        |
| Billboard Japan Adult Contemporary Airplay | 57       |